# Brachymeles minimus
Espèce
Statut de conservation UICN

 NT  : Quasi menacé
Brachymeles minimus est une espèce de sauriens de la famille des Scincidae.

## Répartition
Cette espèce est endémique de l'île de Catanduanes aux Philippines.

## Publication originale
- Brown & Alcala, 1995 : A new species of Brachymeles (Reptilia: Scincidae) from Catanduanes Island, Philippines [B. minimus]. Proceedings of the Biological Society of Washington, vol. 108, no 3, p. 392-394 (texte intégral).